# Tomás Silva
Tomás Costa Silva (Viana do Castelo, 25 ottobre 1999) è un calciatore portoghese, centrocampista del Jagiellonia.

## Carriera
Cresciuto nel settore giovanile dello Sporting Lisbona, debutta in prima squadra il 19 maggio 2021 in occasione dell'incontro di Primeira Liga vinto 5-1 contro il Marítimo.
Nel 2021 si trasferisce a titolo definitivo al Vizela.

## Statistiche

### Presenze e reti nei club
Statistiche aggiornate al 26 settembre 2021.
| Stagione        | Squadra            | Campionato      | Campionato | Campionato | Coppe nazionali | Coppe nazionali | Coppe nazionali | Coppe continentali | Coppe continentali | Coppe continentali | Altre coppe | Altre coppe | Altre coppe | Totale | Totale |
| Stagione        | Squadra            | Comp            | Pres       | Reti       | Comp            | Pres            | Reti            | Comp               | Pres               | Reti               | Comp        | Pres        | Reti        | Pres   | Reti   |
| --------------- | ------------------ | --------------- | ---------- | ---------- | --------------- | --------------- | --------------- | ------------------ | ------------------ | ------------------ | ----------- | ----------- | ----------- | ------ | ------ |
| 2020-2021       | Sporting Lisbona B | CdP             | 26         | 3          |                 | -               | -               |                    | -                  | -                  |             | -           | -           | 26     | 3      |
| 2020-2021       | Sporting Lisbona   | PL              | 1          | 0          | CP+CdL          | 0               | 0               |                    | -                  | -                  |             | -           | -           | 1      | 0      |
| 2021-2022       | Vizela             | PL              | 4          | 0          | CP+CdL          | 0               | 0               |                    | -                  | -                  |             | -           | -           | 4      | 0      |
| Totale carriera | Totale carriera    | Totale carriera | 31         | 3          |                 | 0               | 0               |                    | -                  | -                  |             | -           | -           | 31     | 3      |